# ベル・エール
ベル・エール（英語: Bel Air、フランス語: Bel Air、セーシェル・クレオール語: Beler）は、セーシェルの地区のひとつ。

## 隣接行政区画
- モン・フルリー
- プレザンス
- ポール・グロー
- サン・ルイ
- ラ・リヴィエール・アングレーズ